# Paul Langerhans
Paul Langerhans (Berlino, 25 luglio 1847 – Funchal, 20 luglio 1888) è stato un patologo, fisiologo e viaggiatore tedesco.

## Biografia

### Le origini e la famiglia
Paul Langerhans nacque in una famiglia di medici ed ebbe la fortuna di beneficiare dell'eccellente ambiente intellettuale in cui visse. Suo padre, Paul Langerhans, di fede protestante, lavorava a Berlino dove era molto conosciuto. Sua madre, Keibel, era cugina di Franz Keibel, un eminente istologo. Paul Langerhans aveva anche due fratelli: il primo, Robert Langerhans (1859-1904), fu assistente di Rudolf Virchow e divenne in seguito professore di patologia, mentre il secondo, Richard Langerhans, praticò medicina a Berlino, dove ottenne il titolo di Sanitätstrat (consulente di salute).

### Gli studi e la Laurea
Paul Langerhans riuscì ad essere ammesso nel celebre Gymnasium zum Grauen Kloster a Berlino (1858-1865) e grazie alla sua prestazione eccezionale fu esentato dall'esame orale finale. Iniziò, così, gli studi di medicina presso l'Università di Jena che completò a Berlino.
A Jena ha regolarmente frequentato le lezioni tenute da Gengenbaur, mentre a Berlino assistette alle lezioni di vari professori: Bordeleben, Du Bois-Raymond, Cohnheim, Frerichs, von Langenbeck, Toube e specialmente a quelle di Rudolph Virchow che diresse la sua tesi di laurea. Quest'ultima venne intitolata: "Beiträge zur mikroskopischen Anatomie der Bauchspeicheldrüse" (Contributo all'anatomia microscopica del pancreas) e venne pubblicata da Gustave Longe.

### Il viaggio
Dopo essersi laureato, Paul Langerhans non si interessò immediatamente alla pratica medica ma cercò di realizzare il suo primo desiderio: girare il mondo. Così decise di seguire i Kieperts, due geografi che stavano preparando un viaggio per esplorare l'America del Nord e il Medio Oriente, e visitò Egitto, Siria, Palestina e specialmente Gerusalemme. In questo viaggio riuscì ad osservare le varie epidemie di lebbra. Tuttavia fece ritorno solo dopo pochi mesi mentre il suo paese era in guerra con la Francia, decise così di arruolarsi a soli 23 anni nell'esercito tedesco supportando le unità negli ospedali e nelle ambulanze del fronte. Una volta terminata la guerra ritornò all'università e lavorò nel laboratorio del professore Crede e successivamente con Ludwig a Leipzig.

### L'avvento della malattia
Nel 1871 iniziò a lavorare all'Università di Friburgo e scrisse una seconda tesi, lavorando sulle cellule dei gangli simpatici, che gli procurò la promozione a professore di patologia a Friburgo ma a soli 27 anni la sua carriera universitaria venne interrotta dalla tubercolosi. Dato che in quel tempo si pensava che il clima giocasse un ruolo fondamentale nella cura della tubercolosi, Paul Langerhans cominciò a trasferirsi in vari luoghi: Silvaplana, Badenweiler e poi a Capri (dopo che terminò di lavorare al Dohrn Institute a Napoli). Nell'autunno del 1875 si trasferì prima a Tenerife e poi a Funchal, dove si dedicò anche allo studio della zoologia. In questi anni pubblicò varie opere, tra cui una sul trattamento della lebbra (1881), una sull'eziologia della tubercolosi e nel 1885 il Manuale di Madeira, in cui descrisse il clima e le ricchezze curative dell'isola. La permanenza su quest'ultima fu così efficace sulla sua salute da fargli decidere di lavorare lì.

### Il matrimonio
Sempre nel 1885 sposò Margherita Ebart e dalla loro unione nacque una figlia; Margherita gli fece vivere “tre anni d'indescrivibile felicità “, ma sfortunatamente fu colpito da una grave nefrite che lo portò, inaspettatamente, alla morte a soli 41 anni il 20 luglio del 1888. Fu sepolto nel cimitero britannico di Madera, un luogo che aveva scelto personalmente, descrivendolo come "un vero cimitero, isolato e tranquillo, un buon posto per riposare".

## Le prime scoperte

### Lo studio dei tessuti
La sua attitudine per la ricerca si era manifestata da studente; infatti già ne 1868 pubblicò un saggio intitolato "Sui nervi della pelle umana", in cui usando la tecnica oro-cloruro di Cohnheim, descrisse due strutture che portano il suo nome: lo strato di cellule di Langerhans nella cute e le isole di Langerhans del pancreas.
Nel 1869 pubblicò un'opera "sullo stato dei corpuscoli tattili nella malattie del sistema nervoso centrale e della pelle", mentre con la collaborazione di Hoffman studiò il comportamento del cinabro nei conigli e nei maiali, mostrando come le cellule del tessuto connettivo catturavano questa sostanza.

### La tesi e il rapporto con il professore Virchow
Anche se la sua tesi di laurea venne pubblicata il 18 febbraio del 1869, egli aveva cominciato a studiare il pancreas già dall'estate del 1867 sotto la direzione di Rudolf Virchow nell'Istituto di Patologia. Infatti Paul dedicò la sua tesi a "questo grande maestro", ringraziando anche l'assistente V. Kühne che gli mise a disposizione la sua strumentazione per la ricerca.
Riservato e modesto, ignaro della gratitudine che la medicina gli avrebbe riservato, Langerhans si espresse come segue: 
Egli espresse anche il suo stupore sul fatto che i brillanti risultati ottenuti, sin lì, sul campo della fisiologia pancreatica, in particolare con l'opera di Claude Bernard, non erano stati accompagnati da uno sviluppo della conoscenza istologica di questa ghiandola. Questa fu la ragione principale che lo spinse ad incrementare i suoi studi.

### La scelta del coniglio
Dopo aver studiato l'anatomia e l'istologia del pancreas nei maiali, nei cani, nei serpenti, nelle rane, Paul Langerhans li ha esclusi dai suoi esperimenti. Egli scelse il pancreas del coniglio, affermando che: 

## Le scoperte cellulari e Le Isole di Langerhans
Possiamo apprezzare come egli descrive il sistema canalicolare: 
 Paul Langerhans chiamò quest'albero Körnchenbaum, che significa albero composto di granuli e continuò dicendo: 
Inoltre Paul Langerhans notò che le granulazioni sono situate all'interno della porzione apicale delle cellule, immediatamente adiacenti al lume dell'acino. Questi granuli vennero successivamente identificati da Heidenhain come gli enzimi pancreatici.
Nei suoi studi Paul Langerhans analizzò nove tipi di cellule:
- Le cellule epiteliali del rivestimento peritoneale[6]
- Le cellule connettive del mesentere[6]
- Le cellule lisce dei vasi[6]
- Le cellule sanguigne[6]
- Le fibrille non mieliniche e le cellule dei gangli[6]
- Le vere cellule esocrine[6]
- Le cellule epiteliali dei vari dotti escretori[6]
- Le cellule fusiformi[6]
- Delle piccole cellule, omogenee nei contenuti e nella forma poligonale, con un nucleo rotondo che non contiene nucleoli e che si trovano in gruppi di due o più[6].

Gli ultimi due tipi di cellule non erano mai stati descritti fino ad ora: queste sono le cellule centro-acinose, e le cellule che, non prima del 1893, vennero rinominate Isole di Langerhans.
La stretta somiglianza tra queste nuove cellule e quelle dell'epitelio dei dotti terminali e la loro disposizione continua, suggerì a Paul Langerhans che le cellule centro-acinose sono tra i componenti all'inizio dei dotti escretori e che si trovano tra le cellule acinose e le cellule canalicolari. Egli non diedi alcuna interpretazione finale sul loro ruolo e scrisse: 
La descrizione di queste cellule costituisce l'essenza della sua scoperta e la possiamo ammirare dalla traduzione del testo originale:

## Scritti Principali
- Nervi della pelle umana (1868)
- Contributo all'anatomia microscopica del pancreas (1869)
- Istologia del cuore (1873)
- Le ghiandole accessorie degli organi genitali (1874)
- L'architettura del tessuto spugnoso della colonna vertebrale (1874)
- Trattamento della lebbra (1881)
- Manuale di Madeira (1885)
- Eziologia della tubercolosi (1888)